# Indijske oborožene sile
Indijske oborožene sile so oborožene sile Republike Indije. Sestavljajo jih tri profesionalne veje Indijske kopenske sile, Indijska vojna mornarica in Indijsko vojno letalstvo. Poleg tega Indijske oborožene sile podpirajo Osrednje oborožene policijske sile, Assam Rifles, Indijska obalna straža, Posebne obmejne enote in različna poveljstva in institucije različnih vej oboroženih sil, kot je Poveljstvo strateških sil, Poveljstvo Andaman in Nicobar ter Integriran štab obrambe. Vrhovni poveljnik Indijskih oboroženih sil je predsednik Indije. Indijske oborožene sile vodi Ministrstvo za obrambo. Z več kot 1,4 mio aktivnih pripadnikov so druge največje oborožene sile in največja prostovoljna vojska na svetu. Imajo tretji največji obrambni proračun na svetu. Leta 2015 so bile Indijske oborožene sile po poročilu Credit Suisse pete najmočnejše oborožene sile na svetu, po poročilu GlobalFirepower pa so bile leta 2020 četrte najmočnejše oborožene sile na svetu.